# Малайзийская биржа

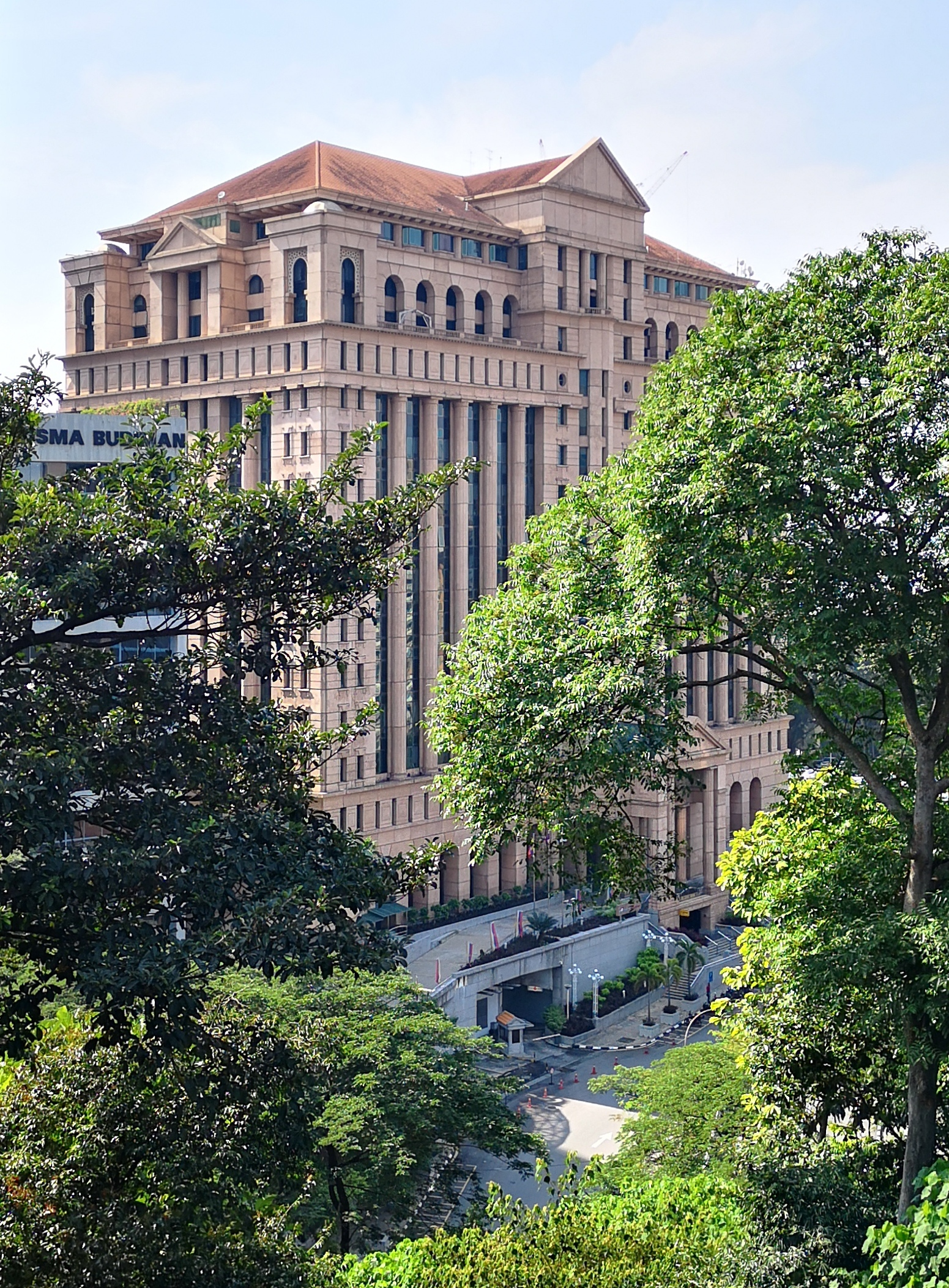
Bursa Malaysia (2019)

Малайзийская биржа (Bursa Malaysia, KLSE) — ведущая фондовая биржа Малайзии. Осуществляет торги акциями, облигациями, фьючерсами, опционами, валютой.
Образована в 1964 году и изначально называлась Фондовая биржа Малайзии (англ. Stock Exchange of Malaysia). После отделения Сингапура от Малайзии в 1965 году стала называться Фондовая биржа Малайзии и Сингапура (англ. Stock Exchange of Malaysia and Singapore). В 1973 году разделилась на Сингапурскую фондовую биржу и Фондовую биржу Куала-Лумпур (англ. Kuala Lumpur Stock Exchange, KLSEB). В 2004 году была акционирована и вскоре переименована в Bursa Malaysia. Более половины акций принадлежат государству.
Биржа входит в Федерацию фондовых бирж Азии и Океании.

## Биржевые индексы
Основной фондовый индекс: KLCI (Kuala Lumpur Composite Index) — отражает состояние акций 100 крупнейших компаний на Малайзийской бирже.